# Labastide-de-Lévis
Labastide-de-Lévis (okzitanisch: La Bastida de Lèvis) ist eine französische Gemeinde mit 963 Einwohnern (Stand: 1. Januar 2022) im Département Tarn in der Region Okzitanien. Sie gehört zum Arrondissement Albi und zum Kanton Les Deux Rives. Die Bewohner werden Bastidois und Bastidoises genannt.

## Geographie
Labastide-de-Lévis liegt in der Région naturelle Gaillacois, etwa 60 Kilometer nordöstlich von Toulouse und etwa elf Kilometer westlich von Albi am Tarn, der die südliche Gemeindegrenze bildet. Das Gebiet der Gemeinde wird außerdem vom Luzert, dem Ruisseau de Vieulac und verschiedenen anderen kleinen Wasserläufen entwässert.
Umgeben wird Labastide-de-Lévis von den Nachbargemeinden Fayssac im Norden, Bernac im Norden und Nordosten, Castelnau-de-Lévis im Osten, Marssac-sur-Tarn im Süden und Südosten, Lagrave im Süden und Südwesten, Rivières im Westen und Südwesten sowie Senouillac im Westen und Nordwesten.

## Geschichte
Die Bastide wurde wohl in den 1220er Jahren begründet. Die Gründung fällt in die Zeit des Albigenserkreuzzugs.

## Bevölkerungsentwicklung
| 1962                       | 1968 | 1975 | 1982 | 1990 | 1999 | 2006 | 2018 |
| -------------------------- | ---- | ---- | ---- | ---- | ---- | ---- | ---- |
| 705                        | 758  | 766  | 763  | 780  | 861  | 947  | 924  |
| Quellen: Cassini und INSEE |      |      |      |      |      |      |      |

## Sehenswürdigkeiten
- Die Kirche Saint-Blaise wurde Ende des 15., Anfang des 16. Jahrhunderts erbaut und ist seit 1950 als Monument historique eingeschrieben. Sie birgt zahlreiche Ausstattungsgegenstände, die in der Base Palissy gelistet sind.
- Das Taubenhaus Le Pradinas ist 1779 errichtet und seit 1992 als Monument historique klassifiziert.

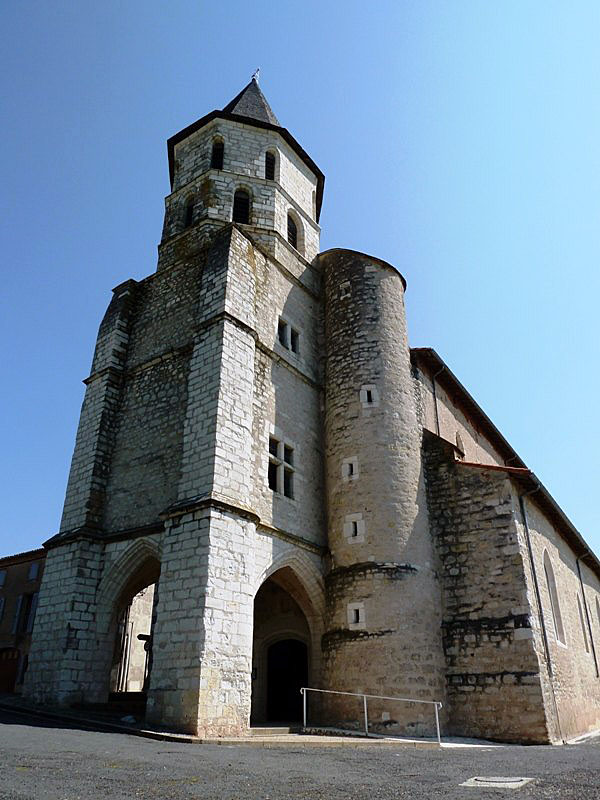
Kirche Saint-Blaise
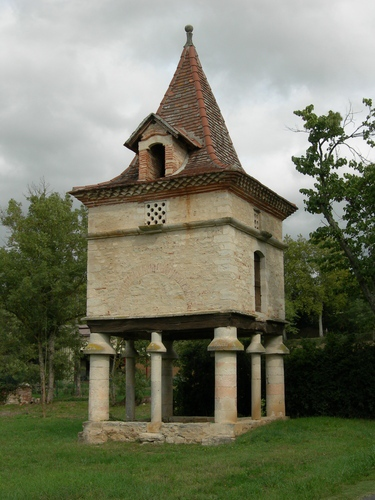
Taubenhaus